# Universíada de Verão de 2025
A Universíada de Verão de 2025, os XXXII Jogos Universitários Mundiais de Verão, comumente conhecido como os Jogos Mundiais Universitários da FISU Reno-Ruhr 2025, foram um evento multiesportivo sancionado pela Federação Internacional do Esporte Universitário (FISU) realizado de 16 de julho a 27 de julho de 2025 em cinco cidades da Região Metropolitana do Reno-Ruhr (Bochum, Duisburgo, Essen, Hagen e Mülheim an der Ruhr), na Alemanha. Alguns eventos (natação, saltos ornamentais e voleibol) foram realizados em Berlim, capital do país.
Esta foi a primeira vez que os Jogos foram realizados na Alemanha unificada (a edição de 1989 foi realizada em Duisburgo — uma das cidades sede — mas ainda como Alemanha Ocidental).

## Desenvolvimento e preparativos
O Comitê Organizador dos Jogos planejou usar instalações esportivas existentes ou temporárias, com algumas existentes sendo reformadas para esses jogos. Ao contrário das edições anteriores, esta edição foi completamente descentralizada. Em vez de uma Vila de atletas, os atletas ficaram em hotéis e prédios residenciais universitários na região. Os locais de competição foram espalhados por cinco cidades na região: Bochum, Duisburgo, Essen, Hagen e Mülheim an der Ruhr; e dois locais, em Berlim.
Originalmente, a capital da Renânia do Norte-Vestfália, Düsseldorf, sediaria vários eventos, incluindo a cerimônia de abertura, mas os locais esportivos da cidade foram retirados um ano antes dos Jogos como parte de uma nova abordagem simplificada de corte de custos, que veria o encurtamento das rotas de transporte e a melhoria das sinergias regionais. Em setembro de 2024, foi anunciado que Berlim sediaria eventos de natação, saltos ornamentais e voleibol.

#### Renânia do Norte-Vestfália
| Local                                               | Cidade              | Modalidade                                                                | Capacidade |
| --------------------------------------------------- | ------------------- | ------------------------------------------------------------------------- | ---------- |
| Lohrheidestadion                                    | Bochum              | Atletismo                                                                 | 16 223     |
| Jahrhunderthalle                                    | Bochum              | Basquetebol (3x3 e em cadeira de rodas)                                   |            |
| MSV-Arena                                           | Duisburgo           | Cerimonia de abertura                                                     | 31 514     |
| Landschaftspark Duisburg-Nord                       | Duisburgo           | Cerimonia de encerramento                                                 | 15 000     |
| Wedau                                               | Duisburgo           | Remo                                                                      |            |
| ASC Duisburg                                        | Duisburgo           | Polo aquático                                                             | 5 000      |
| Walter-Schädlich-Halle                              | Duisburgo           | Basquetebol                                                               | 800        |
| Sportpark Duisburg                                  | Duisburgo           | Voleibol de praia                                                         |            |
| Messe Essen                                         | Essen               | Esgrima, Ginástica (artística e rítmica), Judô, Taekwondo e Tênis de mesa |            |
| Grugahalle                                          | Essen               | Basquetebol                                                               | 7 700      |
| Essen Tennis Club                                   | Essen               | Tênis                                                                     | 5 000      |
| Sportpark am Hallo                                  | Essen               | Basquetebol                                                               | 2 500      |
| Estádio Sportpark Am Hallo                          | Essen               | Tiro com arco (fase preliminar)                                           | 3 800      |
| Complexo Industrial da Mina de Carvão de Zollverein | Essen               | Tiro com arco (finais)                                                    |            |
| Ischelandhalle                                      | Hagen               | Basquetebol                                                               | 3 145      |
| Innogy Sporthalle                                   | Mülheim an der Ruhr | Badmínton                                                                 | 3 000      |

#### Berlim
| Local                                      | Cidade | Modalidade                   | Capacidade |
| ------------------------------------------ | ------ | ---------------------------- | ---------- |
| Schwimm-und Sprunghalle im Europasportpark | Berlim | Natação e saltos ornamentais |            |
| Max-Schmeling-Halle                        | Berlim | Voleibol                     | 9 200      |

## Modalidades
Além dos 15 esportes obrigatórios, até três esportes opcionais podem ser escolhidos, respeitando a infraestrutura e as demandas locais. O Comitê Organizador propôs voleibol de praia, remo e basquetebol 3x3, junto com algumas disciplinas paraolímpicas (que marcam as primeiras Universíada de Verão a apresentar para-atletas e eventos paraesportivos, após sua introdução na Universíada de Inverno de 2025), como seus esportes opcionais.
Esta será a primeira vez que o basquetebol 3x3 fará parte do programa da Universíada de Verão, enquanto o voleibol de praia retorna desde sua última realização, em Cazã 2013, enquanto o remo permanece após retornar em Chengdu 2021.
- Aquáticos
  -  Natação (42) (detalhes)
  -  Polo aquático (2) (detalhes)
  -  Saltos ornamentais (13) (detalhes)
- Atletismo (51) (detalhes)
- Badminton (6) (detalhes)
- Basquetebol  (detalhes) 
  -  Basquetebol (2) (detalhes)
  -  Basquetebol 3x3 (4) (detalhes)
- Esgrima (12) (detalhes)
- Ginástica  (detalhes) 
  -  Ginástica artística (14)
  -  Ginástica rítmica (8)
- Judô (15) (detalhes)
- Remo (14) (detalhes)
- Taekwondo (23) (detalhes)
- Tênis (7) (detalhes)
- Tênis de mesa (7) (detalhes)
- Tiro com arco (10) (detalhes)
- Voleibol  (detalhes) 
  -  Voleibol (2) (detalhes)
  -  Voleibol de praia (2) (detalhes)

## Marketing

### Mascote
O mascote desta edição é "Wanda", um falcão-peregrino, pois ele é considerado um verdadeiro cosmopolita e, portanto, se sente em casa em quase qualquer lugar do mundo. A palavra alemã para falcão-peregrino é wanderfalke e Wander e Wanda tem a mesma pronúncia (na língua alemã).

## Calendário
| CA | Cerimônia de abertura |  | Competições | 1 | Finais de competições | CE | Cerimônia de encerramento |

| Programa            | Sede            | Julho | Julho | Julho | Julho | Julho | Julho | Julho | Julho | Julho | Julho | Julho | Julho | Eventos |
| Programa            | Sede            | 16    | 17    | 18    | 19    | 20    | 21    | 22    | 23    | 24    | 25    | 26    | 27    | Eventos |
| Programa            | Sede            | Qua   | Qui   | Sex   | Sáb   | Dom   | Seg   | Ter   | Qua   | Qui   | Sex   | Sáb   | Dom   | Eventos |
| ------------------- | --------------- | ----- | ----- | ----- | ----- | ----- | ----- | ----- | ----- | ----- | ----- | ----- | ----- | ------- |
| Cerimônias          | DUI             | CA    |       |       |       |       |       |       |       |       |       |       | CE    |         |
| Atletismo           | BOC             |       |       |       |       |       | 1     | 5     | 5     | 12    | 3     | 11    | 14    | 51      |
| Badminton           | MUL             |       |       |       |       | 1     |       |       |       |       |       | 5     |       | 6       |
| Basquetebol         | ESS / DUI / HAG |       |       |       |       |       |       |       |       |       | 1     | 1     |       | 2       |
| Basquetebol 3x3     | BOC             |       |       |       |       | 4     |       |       |       |       |       |       |       | 4       |
| Esgrima             | ESS             |       | 2     | 2     | 2     | 2     | 2     | 2     |       |       |       |       |       | 12      |
| Ginástica artística | ESS             |       |       |       |       |       |       |       | 1     | 1     | 2     | 10    |       | 14      |
| Ginástica rítmica   | ESS             |       |       | 2     | 6     |       |       |       |       |       |       |       |       | 8       |
| Judô                | ESS             |       |       |       |       |       |       |       | 5     | 4     | 5     | 1     |       | 15      |
| Natação             | BER             |       | 3     | 5     | 7     | 5     | 6     | 7     | 9     |       |       |       |       | 42      |
| Polo aquático       | DUI             |       |       |       |       |       |       |       |       |       |       | 2     |       | 2       |
| Remo                | DUI             |       |       |       |       |       |       |       |       |       |       |       | 11    | 11      |
| Saltos ornamentais  | BER             |       | 2     | 2     | 2     | 2     | 1     | 1     | 5     |       |       |       |       | 15      |
| Taekwondo           | ESS             |       | 3     | 2     | 4     | 4     | 4     | 4     | 3     |       |       |       |       | 24      |
| Tênis               | ESS             |       |       |       |       |       |       |       |       |       | 3     | 4     |       | 7       |
| Tênis de mesa       | ESS             |       |       |       |       | 2     |       | 1     | 2     | 2     |       |       |       | 7       |
| Tiro com arco       | ESS             |       |       |       |       |       |       |       |       |       | 6     | 4     |       | 10      |
| Voleibol            | BER             |       |       |       |       |       |       |       | 1     | 1     |       |       |       | 2       |
| Voleibol de praia   | DUI             |       |       |       |       |       |       |       |       |       |       | 2     |       | 2       |
| Finais              |                 | —     | 10    | 13    | 21    | 20    | 14    | 20    | 31    | 20    | 20    | 40    | 25    | 234     |
| Total cumulativo    |                 |       | 10    | 23    | 44    | 64    | 78    | 98    | 129   | 149   | 169   | 209   | 234   |         |